# Gerd Mitterdorfer
Gerd Mitterdorfer (1997) è un giocatore di football americano italiano, di ruolo centro.
Ha giocato nel 2016 nei Carinthian Lions, poi per due stagioni agli Allgäu Comets ed è successivamente passato Tirol Raiders, prima nel campionato austriaco e poi nel campionato semiprofessionistico ELF

## Palmarès
- Austrian Bowl (Tirol Raiders: 2019, 2021)
- CEFL Bowl (Tirol Raiders: 2019)
- ECTC Championship Game (Tirol Raiders: 2019)